# Bodendenkmal Steinbruch Großbüchel

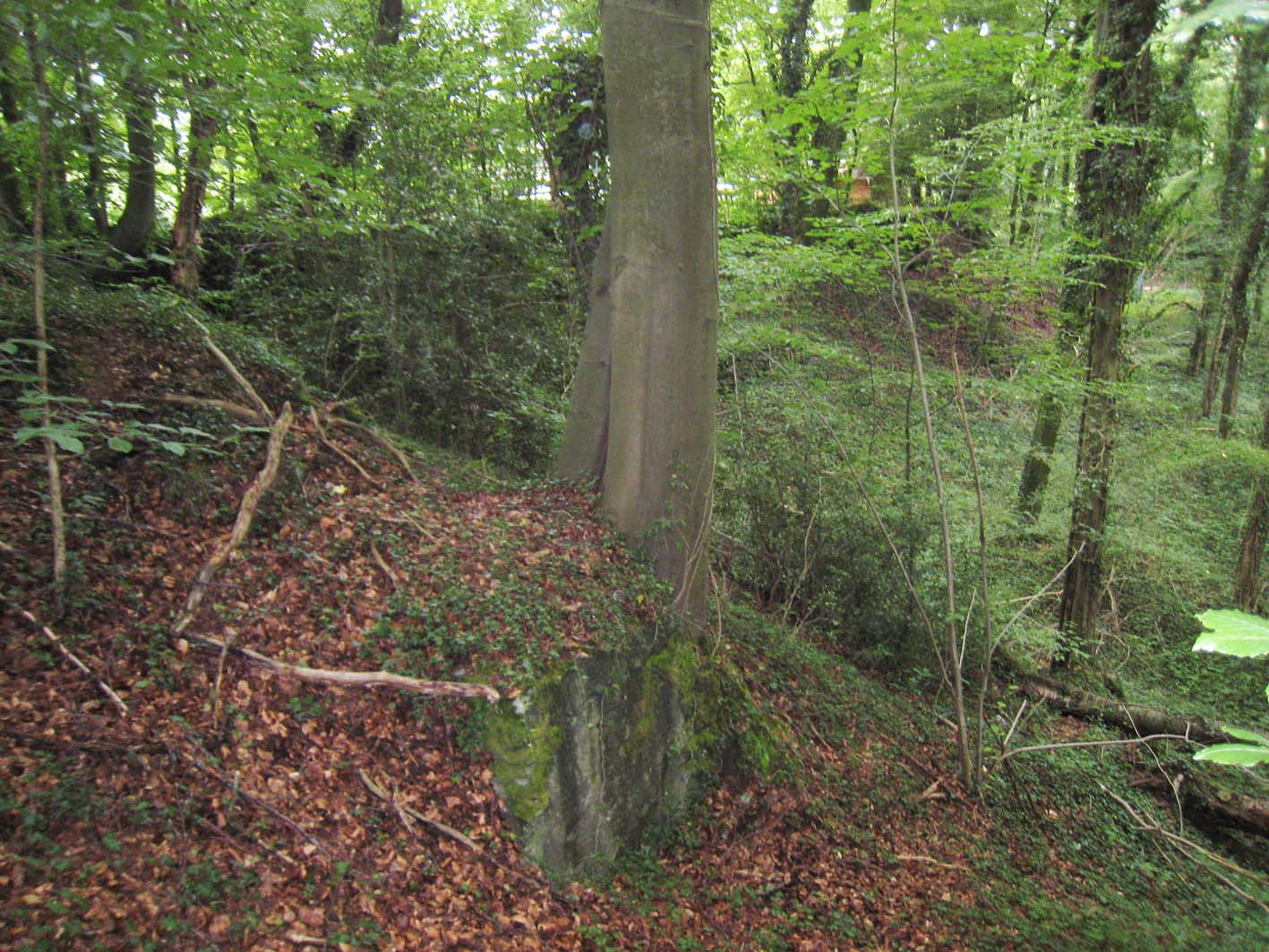
Steinbruch Großbüchel

Das Bodendenkmal Steinbruch Großbüchel erstreckt sich westlich des Hofes Großbüchel. Der Steinbruch gehört zum Ortsteil Büchel im Stadtteil Herrenstrunden von Bergisch Gladbach im Rheinisch-Bergischen Kreis.

## Beschreibung
Es handelt sich um einen stillgelegten Steinbruch, der tief in das Gelände eingeschnitten ist. Der Innenbereich ist mit Abraumhalden aus der aktiven Zeit und üppiger Vegetation bedeckt. An der Nordseite ist eine Abbaukante weitgehend frei von Bewuchs. Hier gibt es Karsterscheinungen mit mehr als 10 cm breiten Klüften. Im südwestlichen Teil lassen sich Korallen und Stromatoporen nachweisen, die teilweise durch Verwitterung hervorragend herauspräpariert sind.

## Bodendenkmal
Das Gebiet ist unter Nr. 9 in die Liste der Bodendenkmäler in Bergisch Gladbach eingetragen.